# Gmassa
Gmassa (en àrab ڭماسة, Gmāsa; en amazic ⴳⵎⴰⵙⴰ) és un municipi rural de la província de Chichaoua, a la regió de Marràqueix-Safi, al Marroc. Segons el cens de 2014 tenia una població total de 9.388 persones.